# Stanisław Soyka śpiewa 7 wierszy Czesława Miłosza
Stanisław Soyka śpiewa 7 wierszy Czesława Miłosza - album polskiego wokalisty i pianisty Stanisława Sojki.
Muzykę do tekstów Czesława Miłosza skomponował sam Sojka. Wydawnictwo ukazało się 13 maja 2011 roku nakładem wytwórni muzycznej Universal Music Polska. Nagrania dotarły do 17. miejsca listy OLiS. Z kolei pochodząca z płyty kompozycja "Na cześć księdza Baki" uplasowała się na 17. miejscu Listy Przebojów Programu Trzeciego.

## Lista utworów
1. "Stary człowiek ogląda TV" (muz. Stanisław Sojka, sł. Czesław Miłosz)
2. "Na cześć księdza Baki" (muz. Stanisław Sojka, sł. Czesław Miłosz)
3. "Piosenka pasterska" (muz. Stanisław Sojka, sł. Czesław Miłosz)
4. "Zapomnij" (muz. Stanisław Sojka, sł. Czesław Miłosz)
5. "Który skrzywdziłeś..." (muz. Stanisław Sojka, sł. Czesław Miłosz)
6. "Po osiemdziesiątce" (muz. Stanisław Sojka, sł. Czesław Miłosz)
7. "Jasności promieniste" (muz. Stanisław Sojka, sł. Czesław Miłosz)
8. "Brat Naszego Boga" (muz. Stanisław Sojka)

## Twórcy
- Stanisław Sojka - śpiew, fortepian, gitara akustyczna, skrzypce
- Janusz "Yanina" Iwański - gitara (3,4,7)
- Czesław Mozil - śpiew (2), akordeon (2,7)
- Przemysław Greger - gitara (3,4,5,7)